# Thể thao

Bóng đá là một môn thể thao đồng đội giúp nâng cao sức khỏe và trau dồi các kĩ năng xã hội như tinh thần đồng đội, sự đoàn kết,....

Thể thao (Tiếng Anh: sport) là các loại hình hoạt động thể chất và trò chơi có tính chất cạnh tranh, từ đó có việc trao giải thưởng thông qua thành tích. Thể thao hiện đại mang mục đích là duy trì, cải thiện các kĩ năng và năng lực thể chất, trau dồi các kỹ năng xã hội, rèn luyện sức khỏe, đem lại niềm vui, hứng khởi cho những người tham gia (thường gọi là các vận động viên, bất kể ở lứa tuổi nào, giới tính, trình độ, đẳng cấp nào) và mang đến sự giải trí cho người xem.
Thông thường cuộc thi đấu hay trò chơi diễn ra giữa hai bên, mỗi bên cố gắng để vượt qua đối phương. Một số môn thể thao cho phép có tỉ số hòa; một số môn khác áp dụng các phương thức phá vỡ thế cân bằng, để đảm bảo có một bên thắng và một bên thua. Nhiều trận thi đấu đối kháng như vậy có thể được sắp xếp thành một giải đấu để chọn ra nhà vô địch. Nhiều giải thể thao tổ chức các mùa giải thể thao định kỳ để chọn nhà vô địch, đôi khi phải phân định bằng một hay nhiều trận play-off. Ngày nay có hàng trăm môn thể thao được tổ chức, từ những môn được tranh tài giữa các cá nhân, cho tới những môn có nhiều người tham gia cùng một lúc.
Nhìn chung người ta coi thể thao là các hoạt động dựa trên sức mạnh hay sự khéo léo thể chất. Các đại hội thể thao lớn như Thế vận hội cũng chỉ áp dụng các môn thể thao đáp ứng tiêu chí này, và các tổ chức như Ủy hội châu Âu cũng loại các hoạt động không chứa yếu tố thể chất khỏi danh mục các môn thể thao. Tuy vậy một số hoạt động có tính đối kháng phi thể chất vẫn được coi là các môn thể thao trí tuệ. Ủy ban Olympic quốc tế (thông qua ARISF) công nhận cờ vua và bridge là các môn thể thao thiện ý, trong khi SportAccord cũng công nhận năm môn thể thao phi thể chất, mặc dù giới hạn số môn thể thao trí tuệ.
Các môn thể thao được quy định bởi một hệ thống quy tắc hay tục lệ nhằm đảm bảo sự công bằng và cho phép đánh giá kết quả một cách chính xác. Chiến thắng có thể được quyết định bằng hành động như ghi các bàn thắng hay vượt qua vạch đích trước. Kết quả cũng có thể được xác định bởi các giám khảo, những người chấm điểm phần thể hiện bài thi thể thao dựa trên những đánh giá khách quan hoặc chủ quan.
Thành tích thi đấu thường được lưu lại và có thể được công bố rộng rãi trên các bản tin thể thao. Thể thao cũng là nơi người không tham gia thi đấu tìm kiếm sự giải trí khi các môn thể thao có khán giả thu hút lượng lớn người tham gia tới các địa điểm tổ chức thể thao, và một lượng lớn hơn thông qua các kênh phát sóng. Cá cược thể thao cũng được quy định hết sức nghiêm ngặt, và đôi khi là trung tâm của cuộc thể thao.
Theo nhà tư vấn A.T. Kearney, tính tới năm 2013 giá trị nền công nghiệp thể thao toàn cầu ước tính lên tới 620 tỉ đô. Môn thể thao được tập nhiều nhất là chạy trong khi bóng đá là môn thể thao phổ biến nhất trong số các môn có khán giả tới xem.

## Ý nghĩa và sử dụng

### Từ nguyên

#### Tiếng Anh
Từ "sport" trong tiếng Anh bắt nguồn từ từ tiếng Pháp cổ desport nghĩa là "thời gian rảnh rỗi", trong khi định nghĩa cổ nhất của nó có niên đại từ năm 1300 với nghĩa "bất cứ thứ gì khiến người ta vui thích hay giải trí".
Các định nghĩa bao gồm cả cờ bạc và các cuộc thi đấu được tổ chức vì mục đích cá cược; săn bắn; cũng như các trò chơi và trò tiêu khiển khác, trong đó có cả các trò chơi yêu cầu tập luyện. Roget's định nghĩa thể thao là một "hoạt động được người ta tham gia để thư giãn và vui vẻ" với các từ đồng nghĩa bao gồm "diversion" và "recreation" (đều mang nghĩa giải trí).

### Định nghĩa

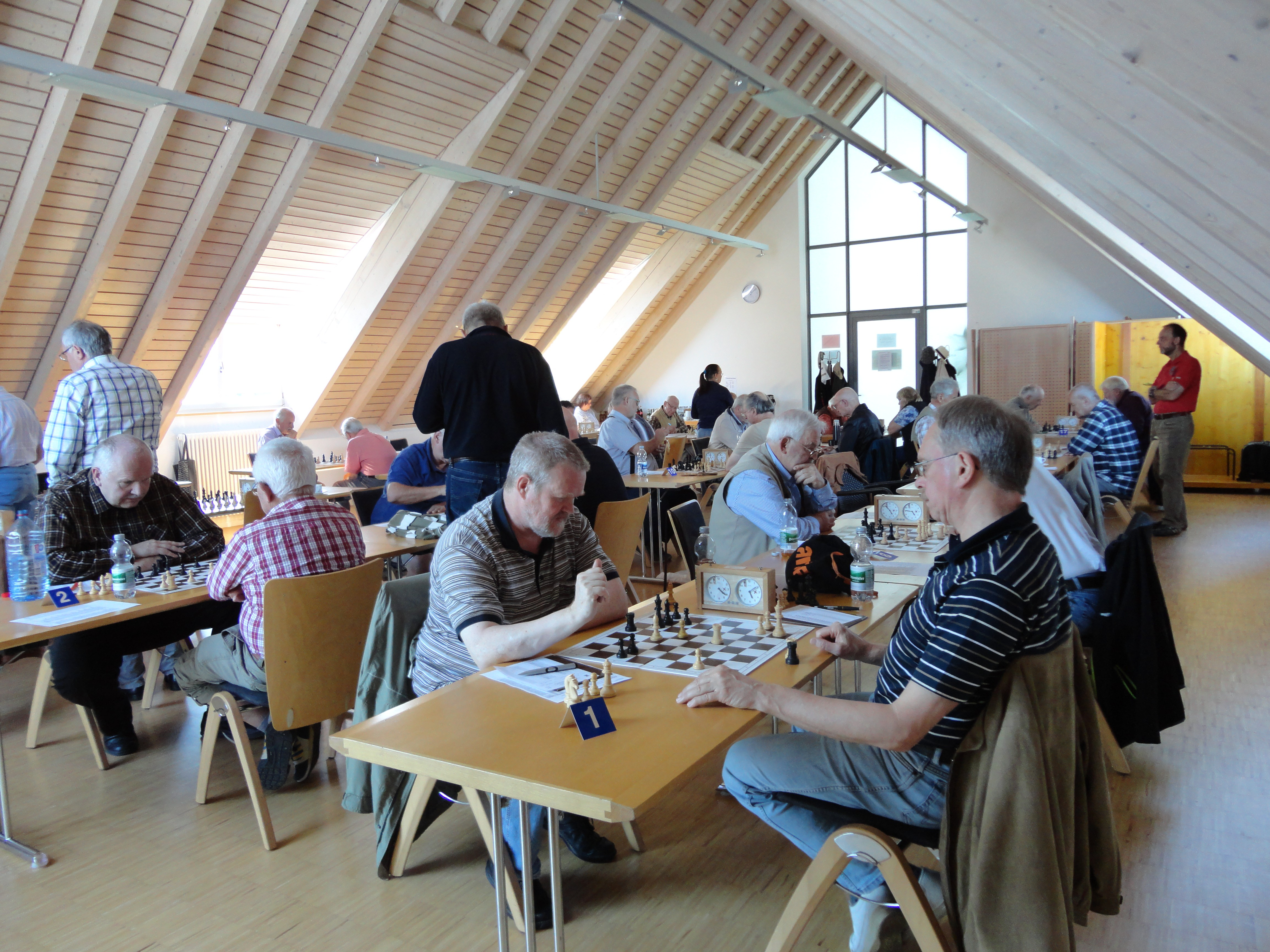
Ủy ban Olympic Quốc tế công nhận các môn cờ trở thành các bộ môn thể thao, trong đó có cờ vua.

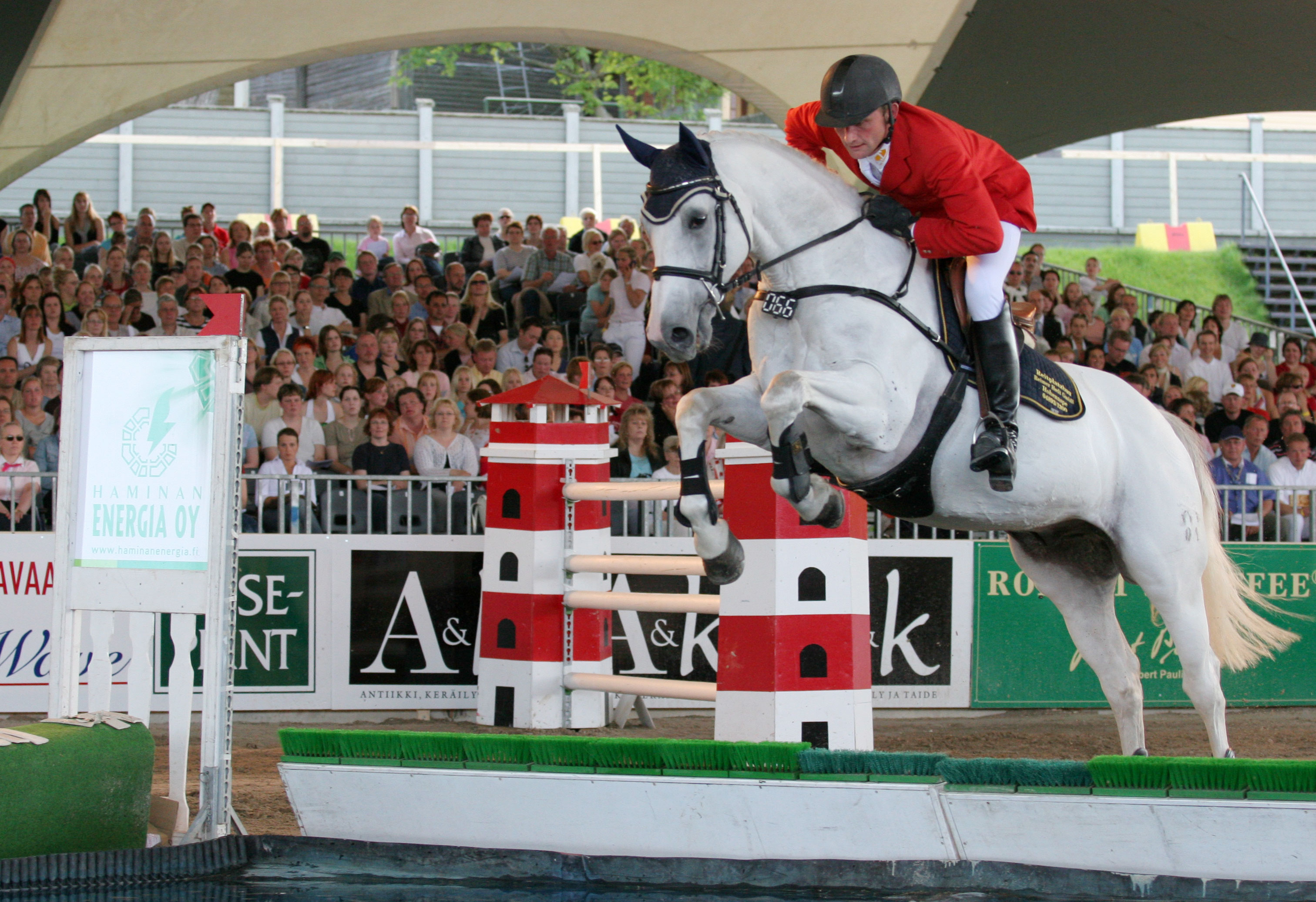
Show jumping, một môn thể thao cưỡi ngựa.

Định nghĩa chính xác để phân biệt thể thao với các hoạt động giải trí khác là chưa thống nhất. Định nghĩa gần đạt được sự nhất trí là của SportAccord, hiệp hội dành cho các liên đoàn thể thao quốc tế lớn nhất, và có thể coi là định nghĩa de facto của thể thao quốc tế.
SportAccord cho rằng một môn thể thao cần phải:
- Có yếu tố cạnh tranh
- Không gây hại tới bất kì sinh vật nào
- không dựa vào trang bị chỉ được cung cấp bởi một nguồn cung duy nhất (ngoại trừ các môn được sở hữu độc quyền như arena football)
- không phụ thuộc vào yếu tố "may mắn" dành riêng cho môn đó

Họ cũng công nhận rằng thể thao cần phải chủ yếu mang tính thể chất (ví dụ như rugby hay điền kinh), chủ yếu mang tính trí tuệ (như cờ vua hay cờ vây), phần lớn được động cơ hóa (ví dụ như Formula 1 hay đua xuồng máy), chủ yếu được hỗ trợ (ví dụ như bi-a), hay chủ yếu được hỗ trợ bởi động vật (như thể thao cưỡi ngựa). Việc tính cả các môn trí tuệ không được công nhận hoàn toàn, dẫn tới tranh cãi pháp lý của các cơ quan điều hành các môn thể thao này sau khi bị các tổ chức từ chối gây quỹ từ chối tài trợ tiền.
Thuật ngữ "thể thao" dần được áp dụng cho các hình thức phi thể chất khác như video game, hay còn gọi là esports, nhờ sự tham gia cùng số lượng giải đấu đông đảo, tuy nhiên vẫn không được một số tổ chức thể thao chính thống công nhận.

### Sự cạnh tranh
Có nhiều quan điểm đối lập nhau về sự cần thiết của yếu tố cạnh tranh trong định nghĩa về thể thao, khi tất cả các môn thể thao chuyên nghiệp đều có tính cạnh tranh, trong khi các cơ quan điều hành yêu cầu tính cạnh tranh là điều kiện tiên quyết để được IOC hay SportAccord công nhận.
Các cơ quan khác tán thành mở rộng định nghĩa thể thao lên thành tất cả các hoạt động thể chất. Ví dụ như Ủy hội châu Âu tính cả tất cả các loại hình rèn luyện thể chất, bao gồm cả các hoạt động chỉ với mục đích giải trí.
Trong các cuộc tranh tài, người tham gia được cho điểm hay xếp hạng theo "kết quả" của họ và thường được chia thành các nhóm thi đấu tương xứng, (ví dụ như theo giới tính, cân nặng và tuổi tác). Việc đánh giá kết quả có thể khách hoặc chủ quan. Ví dụ trong một cuộc đua, thời gian để hoàn thành cuộc đua là một cách đánh giá khách quan. Trong thể dục dụng cụ hay nhảy cầu kết quả được quyết định bởi một hội đồng giám khảo, và do đó mang tính chủ quan. Trong các môn quyền anh và mixed martial arts, nếu không võ sĩ nào thua khi trận đấu kết thúc thì kết quả sẽ được phân định bởi trọng tài.

## Lịch sử

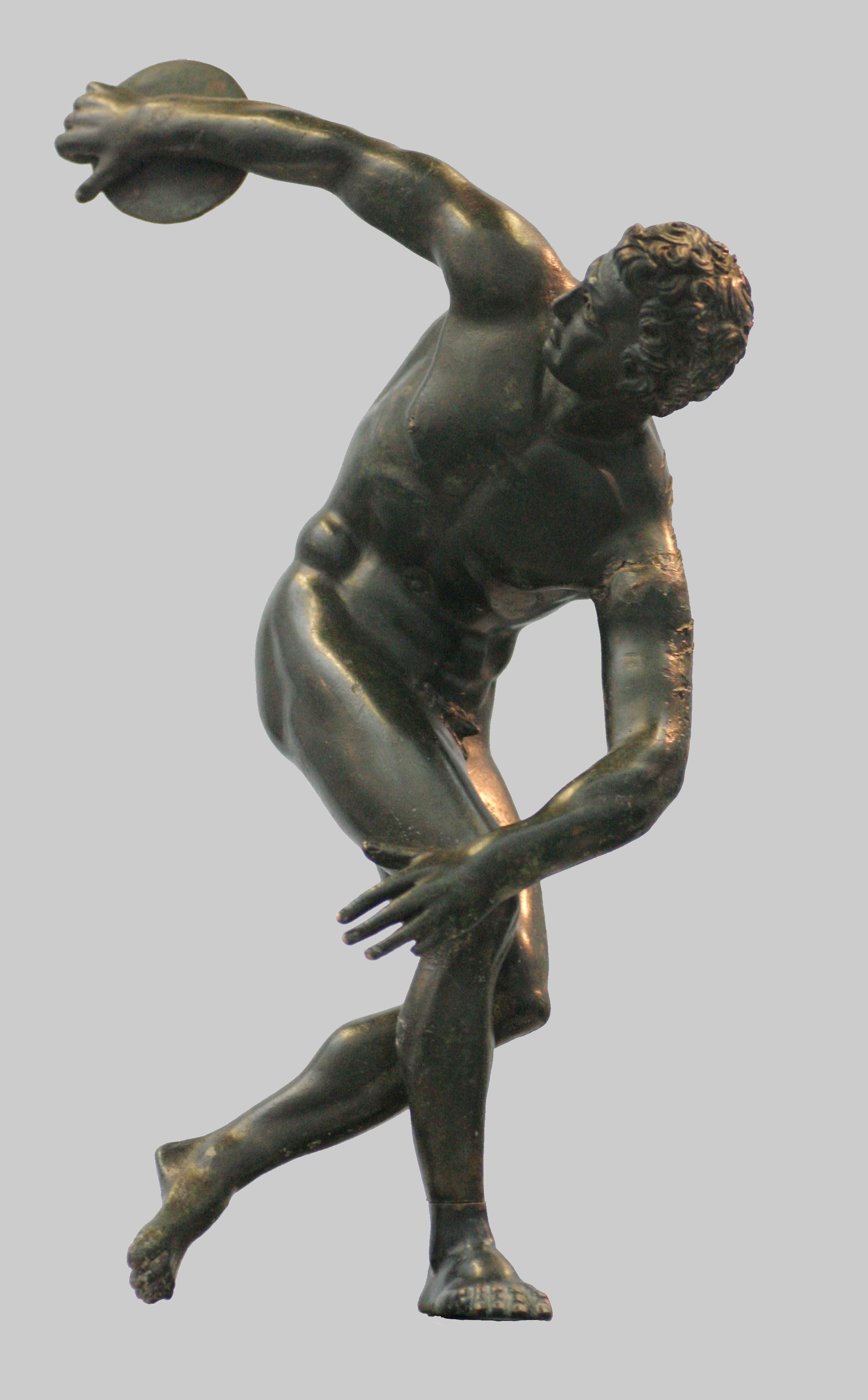
Tượng người ném đĩa của Myron vào thế kỷ II CN.

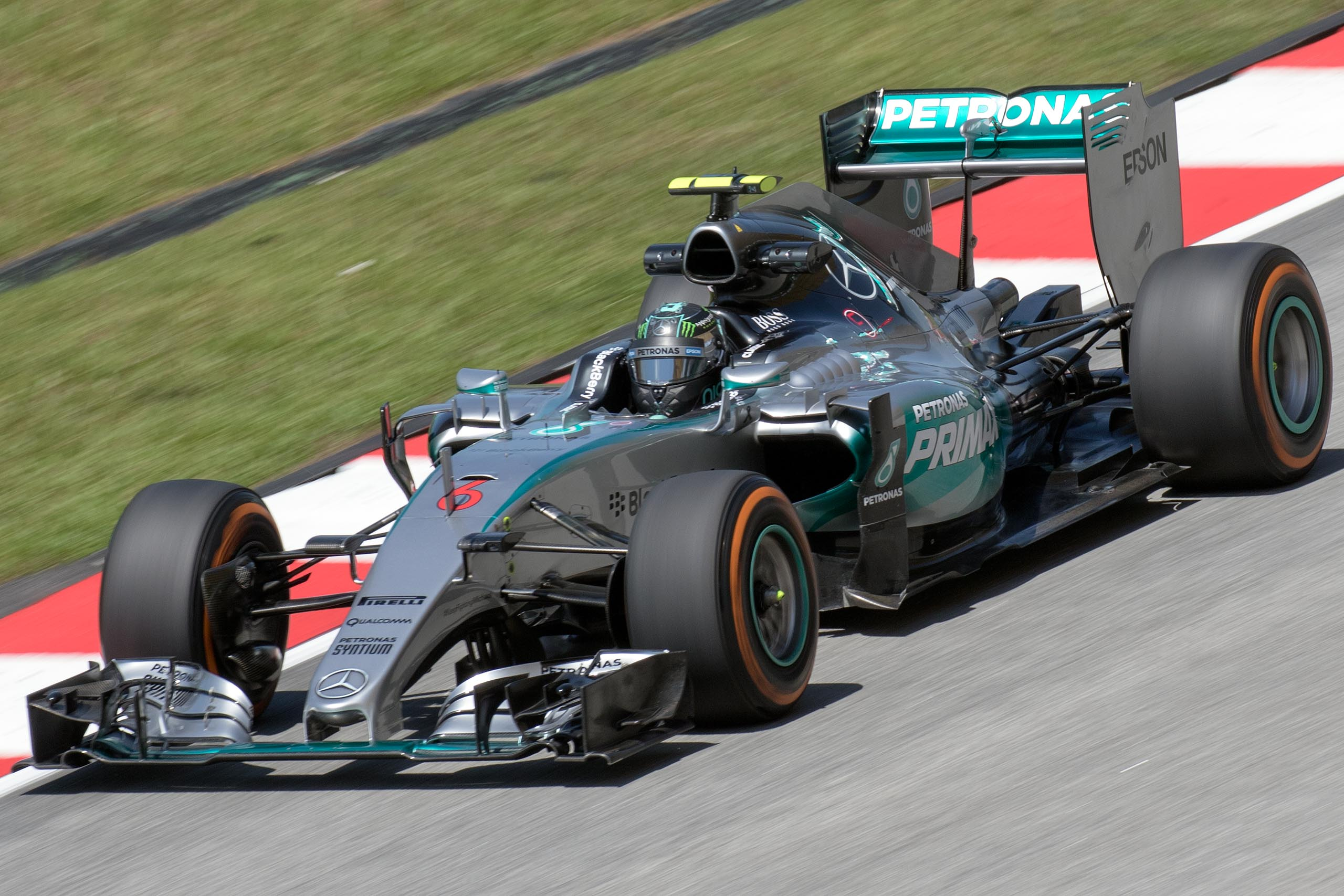
Các môn thể thao cơ giới hóa xuất hiện vào đầu thời kì hiện đại

Các đồ tạo tác và công trình kiến trúc cho thấy thể thao có tại Trung Hoa từ những năm 2000 TCN. Thể dục dụng cụ dường như phổ biến tại đây từ thời cổ đại. Các di tích tưởng niệm Pharaon cho thấy nhiều môn thể thao như bơi lội và câu cá được phát triển và áp dụng luật từ hàng ngàn năm trước tại Ai Cập cổ đại. Các môn thể thao Ai Cập khác còn có ném lao, nhảy cao và đấu vật. Các môn Ba Tư cổ đại như môn võ truyền thống zourkhaneh có liên hệ chặt chẽ tới các kĩ năng chiến tranh. Các môn có nguồn gốc tại Ba Tư còn có polo và cưỡi ngựa đấu thương.

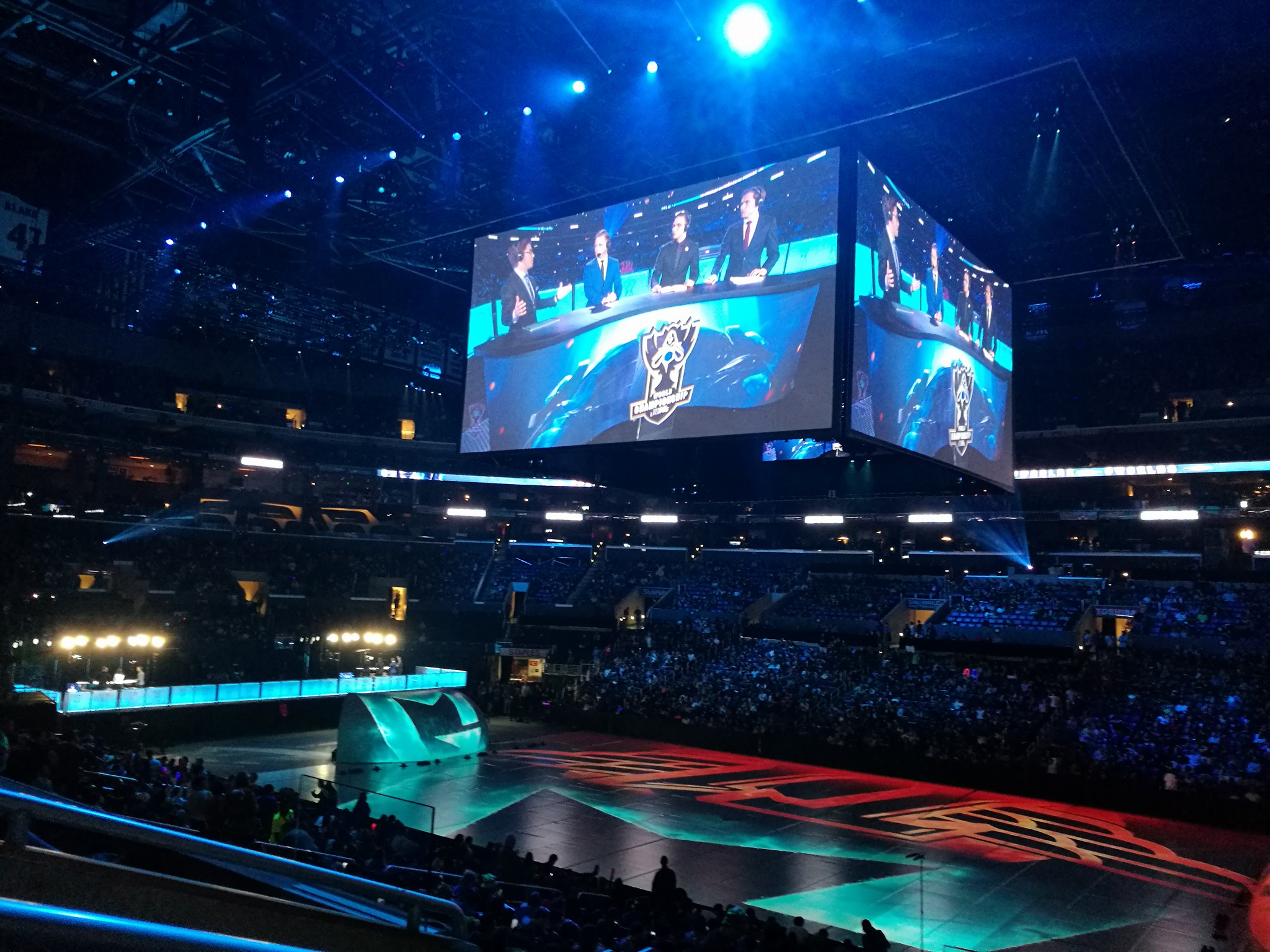
Thể thao điện tử chỉ mới phát triển trong thời gian gần đây.

Một lượng lớn các môn thể thao được ra đời trước thời Hy Lạp cổ đại. Vì các môn thể thao đóng vai trò quan trọng trong đời sống người Hy Lạp nên họ bắt đấu tổ chức các cuộc thi Olympic. Các cuộc thi này được tổ chức bốn năm một lần tại ngôi làng nhỏ ở Peloponnesus mang tên Olympia.
Quá trình công nghiệp hóa dẫn tới sự tăng thời gian rảnh, tạo điều kiện để con người tham gia và theo dõi các môn thể thao. Xu hướng này tiếp tục gia tăng mạnh mẽ với sự ra đời của truyền thông đại chúng và sự giao tiếp toàn cầu. Sự chuyên nghiệp hóa dần chiếm ưu thế và góp phần gia tăng sự phổ biến của thể thao khi những người hâm mộ thể thao theo dõi màn thể hiện của các vận động viên chuyên nghiệp — cả khi thưởng thức các cuộc thi đấu và khi tham gia vào các môn thể thao dưới hình thức nghiệp dư. Trong thế kỷ XXI, người ta tranh cãi xem liệu các vận động viên chuyển giới có nên được tham gia các môn thể thao với nhận thức giới tính của họ sau khi thay đổi.

## Lợi ích
Trong đời sống xã hội hiện đại, thể thao là một yếu tố quan trọng để giữ gìn sức khỏe và phục vụ những lợi ích khác.
Trong số những cách để tăng cường sức khỏe, thể thao là một trong số đó. Thể dục thể thao là yếu tố quan trọng để giúp con người chống lại các loại bệnh tật, tạo sự dẻo dai, giúp cơ thể thêm khỏe mạnh,.... Ví dụ, chạy bộ theo mức độ tăng dần có thể giảm khả năng mắc các bệnh về tim lúc về già. Đối với trẻ em trong độ tuổi đang lớn (đang phát triển), thể thao giúp phát triển chiều cao.
Ngoài phạm vi sức khỏe, các môn thể thao đồng đội cũng rèn luyện cho người chơi tinh thần đoàn kết (tinh thần đồng đội), kỹ năng hợp tác,.... Trong bất kỳ môn thể thao đồng đội nào, yếu tố đoàn kết thường là quan trọng nhất để giành chiến thắng. Ví dụ, trong môn bóng đá, các cầu thủ cùng một đội phải hiểu ý nhau trong lúc chuyền bóng để ghi bàn. Điểm yếu của các đội bóng đá dễ bị đối phương lợi dụng là sự thiếu đoàn kết. Vì vậy một trong số các cách để rèn luyện tinh thần đồng đội là chơi các môn thể thao đồng đội.

## Chơi đẹp

### Tinh thần thể thao
Tinh thần thể thao là tinh thần phấn đấu vì lối chơi đẹp trong cách cư xử cả với đồng đội và đối phương, trong hành vi đạo đức, và thái độ lịch sự cả khi thắng lẫn khi thua.
Tinh thần thể thao thể hiện nguyện vọng hay thái độ rằng thể thao nên được thưởng thức vì lợi ích của chính nó. Những câu nói như phát biểu của nhà báo thể thao Grantland Rice rằng:"Quan trọng nhất không phải là việc thắng thua mà là cách bạn thi đấu như thế nào (It's not whether you win or lose, it's how you play the game)", và phương châm của cha đẻ phong trào Olympic Pierre de Coubertin: "Điều quan trọng nhất... không phải là chiến thắng mà là việc được tham gia (...the important thing in life is not to triumph but to complete...)", là những ví dụ tiêu biểu của quan niệm này.

### Gian lận
Các nguyên tắc cơ bản của thể thao bao gồm cả việc các kết quả không được xác định trước, và các bên tham gia phải có cơ hội chiến thắng như nhau. Luật lệ được đề ra để đảm bảo công bằng mặc dù nhiều lúc người tham gia có thể phá luật để giành ưu thế.
Người tham gia có thể gian lận để thỏa mãn mong muốn chiến thắng, hoặc vì một động cơ nào đó. Sự xuất hiện của cá cược các kết quả thể thao là động cơ của tình trạng dàn xếp tỉ số khi một hay nhiều người tham gia cố tình thi đấu để đạt được một tỉ số đã định sẵn.

### Doping
Tính cạnh tranh đôi khi khiến các vận động viên có ý định tăng cường thành tích thông qua việc sử dụng thuốc men hay các phương thức khác như tăng lượng máu trong cơ thể thông phương thức nhân tạo.
Tất cả các môn thể thao được IOC hay SportAccord công nhận bắt buộc phải tiến hành một chương trình kiểm tra nhắm phát hiện các vận động viên sử dụng các chất có trong danh mục cấm và có biện pháp xử lý các trường hợp này.

### Bạo lực
Bạo lực trong thể thao diễn ra khi người tham gia vượt qua giới hạn ngăn cách giữa chơi đẹp và bạo lực hiếu chiến có chủ đích. Các vận động viên, huấn luyện viên, người hâm mộ đôi khi có những hành vi thái quá nhắm vào người hay đồ vật để bày tỏ một cách sai trái sự trung thành, giận dữ hay ăn mừng. Nạn bạo động hay nạn hooligan do cổ động viên gây ra là vấn đề tại các cuộc thi đấu thể thao ở cả cấp độ quốc gia và quốc tế.

## Các vấn đề liên quan

### Chuyên nghiệp và nghiệp dư

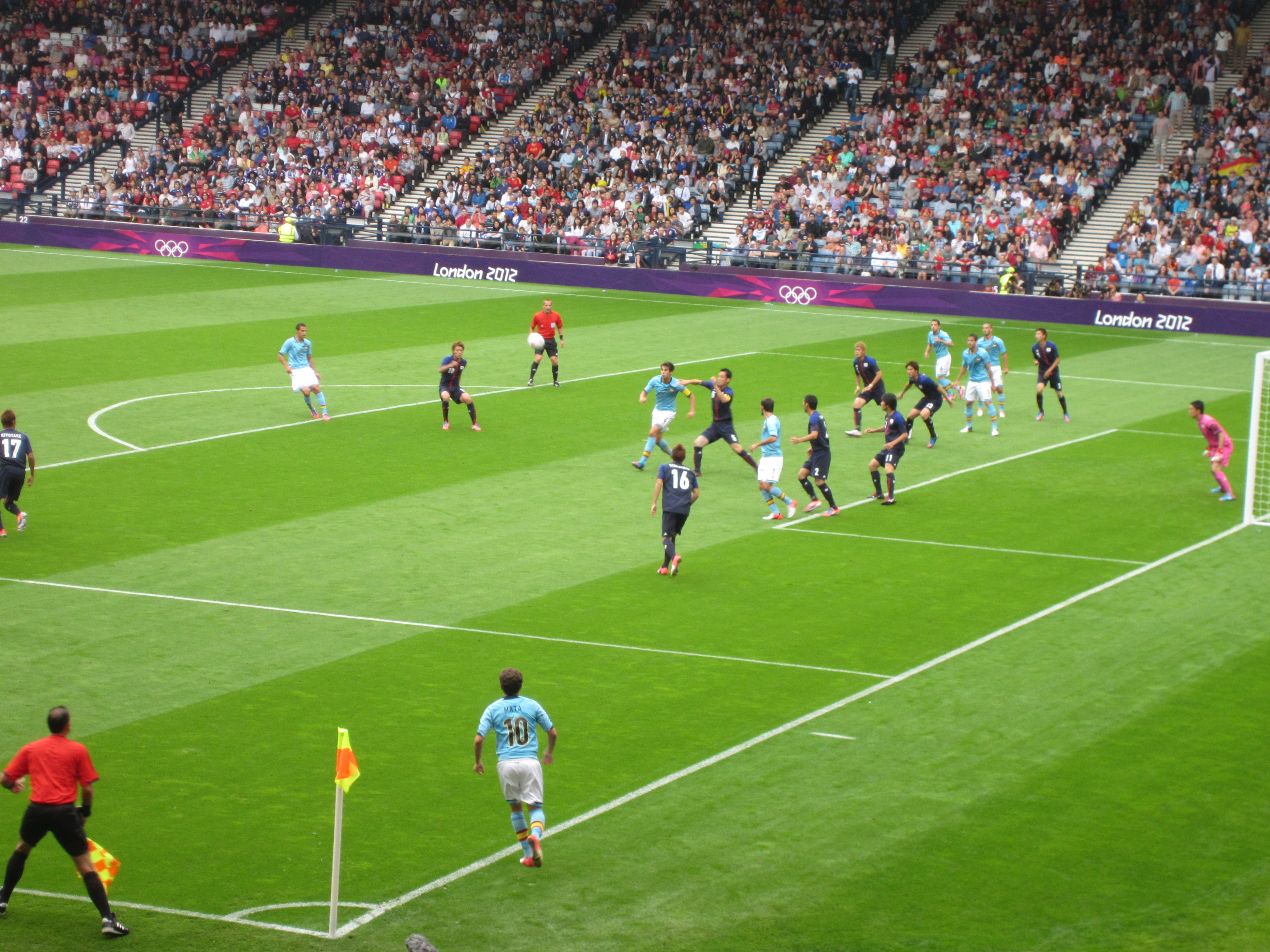
Một trận đấu bóng đá chuyên nghiệp.

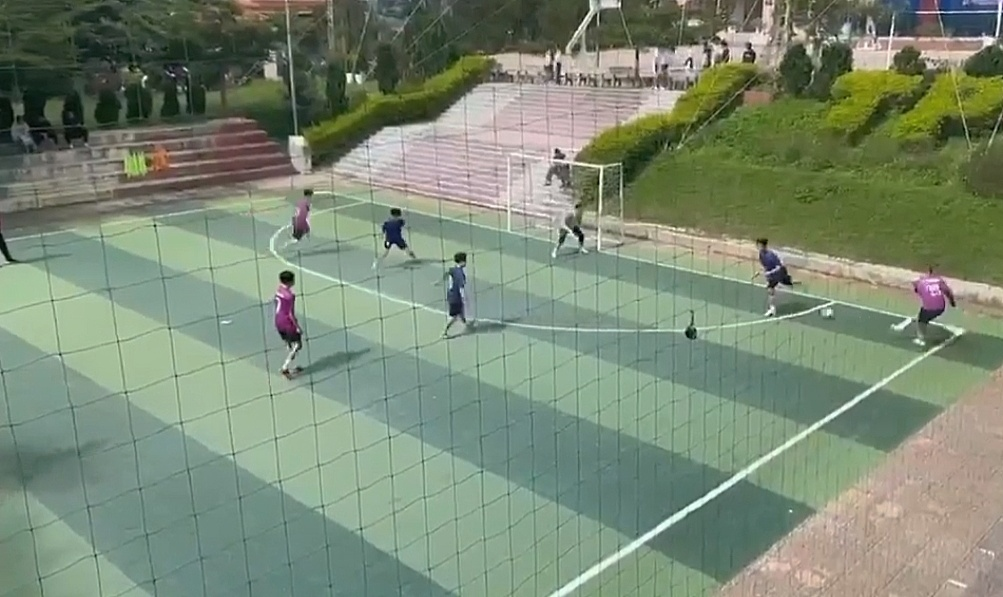
Một trận đấu bóng đá nghiệp dư (bóng đá mini 5 người).

Vận động viên có thể chơi thể thao theo hình thức nghiệp dư, chuyên nghiệp hoặc bán chuyên nghiệp, tùy thuộc vào động lực thúc đẩy sự tham gia của người chơi (thường là do yếu tố tiền công hay tiền lương). Việc tham gia một cách nghiệp dư ở trình độ thấp thường có thể được gọi là "thể thao bình dân".
Sự phổ biến của các môn thể thao có đông người đến xem khiến thể thao trở thành một ngành kinh doanh lớn, thúc đẩy một nền văn hóa thể thao được trả lương cao, nơi những vận động viên ở trình độ cao được trả cao hơn nhiều so với tiền công trung bình, có thể lên tới hàng triệu đôla.
Một vài môn thể thao, hay các nội dung cá nhân trong một môn, duy trì chính sách chỉ cho phép các vận động viên nghiệp dư. Thế vận hội khởi đầu với tư tưởng rằng những vận động viên chuyên nghiệp là có một lợi thế được coi là không công bằng đối với những người tập luyện vì đam mê. Kể từ năm 1971, các vận động viên Olympic được phép tiền bồi thưởng phí tổn và tiền tài trợ, và kể từ năm 1986, IOC quyết định cho phép các vận động viên chuyên nghiệp dự Thế vận hội, ngoại trừ môn boxing, và đấu vật.

### Công nghệ
Công nghệ đóng vai trò quan trọng trong thể thao hiện đại, là một phần không thể thiếu trong các môn như motorsport hay bóng đá, được áp dụng trong một số môn để nhằm cải thiện thành tích. Nhiều môn cũng sử dụng công nghệ để đưa ra các quyết định ngoài thi đấu.
Khoa học thể thao là một bộ môn phổ biến có thể áp dụng tại nhiều phạm vi trong thể thao trong đó có sự thi đấu của vận động viên, ví dụ như việc phân tích băng hình để hoàn thiện kỹ thuật hay cải thiện trang thiết bị thi đấu, ví dụ như sử dụng giầy chạy hay đồ bơi cải tiến. Ngành kỹ thuật thể thao ra đời vào năm 1998 với trọng tâm chính không chỉ là thiết kế các loại vật liệu mà còn sử dụng công nghệ trong thể thao, từ môn khoa học phân tích tới các số liệu dành cho công nghệ wearable. Nhằm kiểm soát ảnh hưởng của công nghệ lên sự công bằng trong thể thao, các nhà chức trách thường có các điều luật đặc biệt nhằm kiểm soát lợi thế về mặt kỹ thuật giữa các vận động viên. Ví dụ vào năm 2010, các bộ đồ bơi sợi tổng hợp phủ kín toàn thân bị FINA cấm, bởi chúng làm tăng thành tích của các kình ngư.
Vào năm 2014, các công nghệ mới cho ra đời các loại động cơ hybrid tại Công thức 1 mùa giải 2014 nhằm gia tăng hiệu suất nhiên liệu. Các chiếc xe sử dụng một hệ thống thu hồi năng lượng tương tự nhưng hiệu quả hơn hệ thống KERS được sử dụng trước đây, cho phép thu hồi năng lượng sau khi phanh hoặc thải khí. Một cải tiến khác là hệ thống giảm sức cản DRS bao gồm việc mở một khoảng trống ở cánh sau của xe nhằm giảm lực cản, gia tăng tốc độ tối đa và vượt lên trong cuộc đua. Hệ thống này được dùng từ mùa F1 2011, tại Formula Renault 3.5 kể từ 2012, và Deutsche Tourenwagen Masters từ năm 2013.
Sự phát triển của công nghệ cũng giúp đưa ra, xem xét các quyết định khó trong các trận đấu thể thao bằng việc xem lại các pha quay chậm. Ngược lại ở một số bộ môn, vận động viên có thể khiếu nại các quyết định của trọng tài. Trong bóng đá, công nghệ goal-line có thể quyết định xem trái bóng đã vạch cầu môn hay chưa. Công nghệ này không mang tính bắt buộc, nhưng đã được sử dụng tại Giải bóng đá vô địch thế giới 2014 ở Brasil, và Giải vô địch bóng đá nữ thế giới 2015 ở Canada, cũng như tại Giải bóng đá Ngoại hạng Anh (Premier League) kể từ mùa giải 2013–14, và Bundesliga từ 2015–16. Tại giải bóng bầu dục Mỹ NFL, trọng tài có thể xin xem lại replay hay một huấn luyện viên có thể khiếu nại bằng cách đòi xem lại tình huống vừa diễn ra. Quyết định cuối cùng nằm ở trọng tài. Một trọng tài băng hình (thường được biết đến với tên gọi Television Match Official hay TMO) cũng có thể sử dụng các đoạn chiếu lại trong môn rugby (cả rugby league và rugby union). Trong môn cricket quốc tế, trọng tài chính có thể hỏi ý kiến trọng tài thứ ba để đưa ra quyết định và chính trọng tài thứ ba là người đưa ra quyết định cuối cùng. Kể từ năm 2008, một hệ thống xem xét quyết định cho các cầu thủ được áp dụng trong các giải đấu của ICC, và có thể tùy chọn áp dụng trong các trận đấu khác. Tùy thuộc vào đơn vị phát sóng truyền hình mà một số công nghệ khác nhau được sử dụng khi trọng tài và vận động viên cricket muốn xem lại tình huống đã diễn ra, trong đó có Hawk-Eye, Hot Spot và Real Time Snickometer. Hawk-Eye còn được sử dụng trong môn quần vợt khi vận động viên muốn khiếu nại quyết định trọng tài đưa ra.

### Chính trị
Benito Mussolini từng sử dụng Giải bóng đá vô địch thế giới 1934 tại Ý để thị uy một nước Ý phát xít. Adolf Hitler cũng sử dụng Thế vận hội Mùa hè 1936 ở Berlin và Thế vận hội Mùa đông 1936 tại Garmisch-Partenkirchen, để tuyên truyền cho tư tưởng phát xít về chủng tộc Aryan thượng đẳng, cùng sự hạ đẳng của người Do Thái và các chủng tộc "khó ưa" khác. Đức sử dụng Thế vận hội để ngụy tạo một hình ảnh yên bình trong lúc chuẩn bị ráo riết cho một cuộc chiến tranh.
Khi chủ nghĩa apartheid chính thức lên ngôi tại Nam Phi, nhiều vận động viên, đặc biệt ở môn rugby union, lựa chọn hành động theo lương tâm khi quyết định không tham gia thi đấu thể thao cạnh tranh tại đây. Một số người cho rằng điều này góp phần vào sự sụp đổ của apartheid, trong khi số khác lại coi điều này có thể đã khiến cho apartheid kéo dài và gây nhiều hậu quả hơn.
Trong lịch sử Ireland, các môn thể thao Gaelic gắn liền với chủ nghĩa dân tộc văn hóa. Tới giữa thế kỷ XX, người ta có thể bị cấm chơi bóng đá Gaelic, hurling hay các môn thể thao do Gaelic Athletic Association (GAA) quản lý nếu họ chơi hoặc cổ vũ bóng đá hay các trò chơi khác được xem là có nguồn gốc Anh. Sau đó, GAA tiếp tục cấm chơi bóng đá và rugby union tại các địa điểm thi đấu các môn Gaelic. Lệnh cấm tuy vẫn có hiệu lực nhưng được điều chỉnh để cho phép bóng đá và rugby được diễn ra tại sân Croke Park khi sân Lansdowne Road được sửa sang thành sân vận động Aviva. Trước đây theo Quy tắc 21, GAA cấm các thành viên của lực lượng an ninh Anh Quốc và các thành viên của RUC chơi các môn thể thao Gaelic, nhưng sự ra đời của Good Friday Agreement vào năm 1998 khiến điều lệ này bị dỡ bỏ.
Chủ nghĩa dân tộc thường hiện diện trong thể thao: mọi người tham gia vào các đội tuyển quốc gia, còn các bình luận viên và khán thính giả có thể có quan điểm theo đảng phái của họ. Đôi khi, những căng thẳng dẫn tới xung đột bạo lực giữa các vận động viên hay khán giả, thậm chí là lan ra ngoài phạm vi nơi thi đấu như trong Chiến tranh Bóng đá. Một sự kiện tiêu biểu khi chính trị và thể thao xung đột với nhau là tại Thế vận hội 1972 ở München khi những người đeo mặt nạ đột nhập khách sạn của đội tuyển Olympic Israel và giết chết nhiều thành viên của đội (còn được biết đến với tên Thảm sát München). Những xu hướng này được coi là đi ngược lại với đặc tính cơ bản của thể thao là diễn ra vì lợi ích của chính nó và vì niềm vui của người chơi.
Một nghiên cứu tại các cuộc bầu cử ở Hoa Kỳ cho thấy kết quả các trận đấu thể thao có thể ảnh hưởng tới kết quả bầu cử. Nghiên cứu đăng trên PNAS cho thấy rằng khi đội nhà thắng trước cuộc bầu cử, các ứng viên đương nhiệm có thể tăng tỉ lệ phiếu bầu lên 1,5 phần trăm. Một trận thua sẽ có hiệu ứng ngược lại, và hệ quả sẽ càng lớn hơn đối với các đội hàng đầu hay các kết quả bất ngờ. Tương tự như trong Quy luật Redskins, khi Washington Redskins thắng trận đấu cuối cùng trước khi cuộc bầu cử diễn ra, thì Tổng thống đương nhiệm sẽ có cơ hội thắng cao hơn, và nếu Redskins thua, đối thủ cạnh tranh sẽ có cơ hội thắng cao hơn.

## Trò chơi điện tử về thể thao

Logo của tựa game bóng đá EA Sports Football Club.

Cùng với sự phát triển của thể thao, các nhà phát triển trò chơi điện tử cũng ngày một trình làng nhiều các trò chơi liên quan tới lĩnh vực này. Trong đó, bóng đá là một trong những bộ môn được chuyển thể thành các trò chơi nhiều nhất, vì nhờ lượng tín đồ đông đảo của nó mà nhiều nhà phát triển game coi đây là một "mảnh đất màu mỡ" để phát triển các tựa game về môn thể thao "vua".
Danh sách các tựa game nổi bật của những bộ môn thể thao phổ biến nhất trên thế giới:
- Bóng đá: EA Sports Football Club (tên trước đây là 'FIFA'), eFootball (tên trước đây là 'PES'), Dream League Soccer, Real Football,....
- Bóng rổ: NBA Live, Real Basketball, Basketball Classics,....
- Tennis: Virtua Tennis Challenge, Tennis Clash, AO Tennis, AO Tennis 2,....
- Bóng bầu dục: Madden NFL, American Football Champs, Flick Quarterback,....
- Bóng chày: Major League Baseball, Triple Play Baseball,....

và còn nhiều tựa game của các bộ môn thể thao khác như: Fight Night Champion (môn boxing), World Golf Tour (môn golf),....